# تسارع
التسارع أو العَجَلة في الميكانيكا الكلاسيكية، هو معدل تغير السرعة المتجهة بالنسبة للزمن.
التسارع هو كمية فيزيائية تعبر عن معدل تغير السرعة المتجهة في فترة زمنية محددة، من حيث الاتجاه و السرعة.
التسارع كمية متجهة، بمعنى أن لها مقدارًا واتجاهًا. يتم تحديد اتجاه تسارع الجسم من خلال اتجاه القوة الكلية المؤثرة على هذا الجسم. كمية تسارع كائن ما، كما تم وصفها بقانون نيوتن الثاني، هي عبارة عن التأثير المشترك لسببين، هما:
- صافي التوازن لجميع القوى الخارجية المؤثرة على هذا الجسم - الكمية تتناسب طرديا مع صافي القوة الناتجة.
- كتلة هذا الجسم، اعتمادًا على المواد التي صنع منها - الكمية تتناسب عكسًا مع كتلة الجسم.[7]

وحدة الSI للتسارع هي متر في الثانية المربعة {\displaystyle m/s^{2}} أو {\displaystyle m*s^{-}2}
التسارع يمكن أن يتغير بتغير السرعة أو تغير الاتجاه.
مثال:
- كائن يمشي في اتجاه معين بسرعة منتظمة ثم قام بتغيير الاتجاه بنفس السرعة، هنا قد تم تغيير التسارع.
- كائن يمشي بسرعة منتظمة ثم قام بخفض السرعة، هنا تم تغيير التسارع.
- كائن يمشي بسرعة معينة ثم قام بزيادة السرعة، هنا تم تغيير التسارع.[8]

سيارة تبدأ من السكون (لم تكن تتحرك، السرعة تساوي صفر في إطار مرجعي قصوري)، ثم تبدأ بالحركة في خط مستقيم و تتزايد سرعتها مع كل ثانية، هنا يزيد التسارع من حيث الحجم magnitude، و تتسارع السيارة في اتجاهها الحالي. أن قامت السيارة بتغيير الاتجاه، فسيتغير اتجاه التسارع، لأن التسارع كمية متجهة. تسارع السيارة في اتجاهها الحالي يسمى تسارع خطي (أو تسارع تماسي في الحركة الدائرية)، وستكون ردة فعل الركاب كقوة تدفعهم إلى مقاعدهم. عند تغيير الاتجاه يسمى التسارع تسارعًا نصف قطريًا (أو متعامد أثناء الحركات الدائرية) و سيكون شعور الركاب كقوة الطرد المركزي. إن قامت السرعة المتجة للسيارة بالانخفاض، فهذا تسارع في عكس الاتجاه و سالب رياضيًا، يطلق عليه أحيانًا التباطؤ، و سيشعر الركاب كقوة قصرية تدفعهم للأمام. هذا التسارع السالب يحصل في الصاروخ الكابح داخل المركبة الفضائية.
قد يكون التسارع موجبًا أو سالبًا

## تعريف التسارع
التسارع هو المعدل الزمني لتغير سرعة الجسم المتجهة.
شرح للحالات الثلاثة 
1) موجبا: أي يكون اتجاه التسارع في اتجاه الحركة، فالسرعة هنا تزداد مع الزمن أي إذا كانت السرعة 5 متر/ثانية والتسارع 5 متر/ثانية2. فالسرعة ستصبح بعد مرور 1 ثانية مساوية 10 متر/الثانية وبعد ثانيتين تصبح 15 متر/الثانية.
2) سالبا: انخفاض السرعة مع الزمن (مثلا عند كبح فرامل السيارة). يلاحظ هذا التسارع العكسي عند كبح فرامل السيارة، مثل القيام بالضغط على دواسة المكابح في السيارة فتتباطئ سرعة السيارة بمعدل ثابت حتى تتوقف.
3) التسارع يساوي صفر (معدوم): أي أن السرعة منتظمة لا تتغير مع مرور الزمن.
ويعرّف التسارع أو العجلة رياضيا بأنه «تغير السرعة مع الزمن». فإذا كانت السرعة تقاس بالمتر في الثانية فإن التسارع يقاس بالمتر في الثانية في الثانية، أي متر/ثانية/ثانية.
مثـــــال:
يقوم القطار من المحطة ويزيد من سرعته، أي يسير بعجلة (حالة تزايد السرعة)، حتي يصل إلى سرعة 70 كيلومتر في الساعة، ثم يسير بتلك السرعة المنتظمة لمدة نصف ساعة مثلا، فيكون فيه تسارعه (عجلته) مساويا للصفر. وعند اقترابه من المحطة التالية يكبح السائق مكبح القطار ليخفض من سرعته (عجلة سالبة الإشارة) وتستمر نحو 20 ثانية مثلا تنخفض فيها السرعة رويدا رويدا حتى يتوقف القطار.
لذك نقول أن وحدة السرعة: كيلومتر في الساعة أو متر/الثانية.
أما وحدة العجلة (التسارع): كيلومتر/الساعة/(كلم/س2)، أو متر/ثانية/ (م/ث2).
ومن العجلات المعروفة التعجيل الأرضي أو عجلة الجاذبية الأرضية وهي تساوي 9,8 متر/ثانية2، لذلك تزداد سرعة الأشياء الساقطة حرا باستمرار.

## المعادلة الرياضية
a = Δv / t
حيث: a= التسارع (العجلة)
Δv= هي فرق السرعة، t= الزمن
أو يمكن استخدام {\displaystyle v_{f}-v_{i} \over t}
vi= السرعة الابتدائية
vf= السرعة النهائية
وحدة قياس التسارع هي متر لكل ثانية تربيع. م/ث2.
أما إذا أردت تعيين الزمن فاستخدم العلاقة t = a / Δv
و إذا أردت تعيين المسافة فاستخدم العلاقة: x = vit + 1/2 a.t2
حيث: s = المسافة: vi = السرعة الابتدائية.

## التسارع في الفيزياء

الرقاص: يبين الشكل تغير مقدار واتجاه السرعة (v) والتسارع (a).

وصف نيوتن العلاقة بين التسارع و القوة في كتابه الأصول الرياضية للفلسفة الطبيعية، و تحديدا في قانونه الثاني للحركة الذي ينص على:
أن التسارع يتناسب طرديًا مع القوة و يتناسب عكسيًا مع كتلة الجسم، بمعنى أن كلما زادت القوة المؤثرة على جسم ما، زاد تسارعه، و كلما زادت كتلة جسم ما، قل تسارعه و العكس بالعكس. و يمكننا التعبير عن هذا القانون بالمعادلات التالية:
{\displaystyle F=m.a} → {\displaystyle a=F/m}
حيث:
- F = هي محصلة القوى المؤثرة على الجسم
- m = هي كتلة الجسم
- a = هو التعجيل، ويكون إما موجب (+) أي انه تسارع أو سالب (-) أي تباطؤ.

ويحدث التسارع إذا كان التعجيل باتجاه محصلة القوى، أما إذا كان التعجيل باتجاه معاكس لحركة القوى فأنه يحدث تباطؤ.
مثال على التسارع حركة الرقاص حيث تتأرجح كتلة من اليمين إلى اليسار ومن اليسار إلى اليمين دوريًا ويكون التأرجح على ناحيتي اتجاه جاذبية الأرض. عندما نزيح كتلة الرقاص مسافة إلى اليمين ثم نتركها فيتحرك البندول في اتجاه نقطة التوازن الواقعة على خط اتجاه الجاذبية، وتتسارع سرعة الكتلة بسبب الجاذبية فيكون التسارع موجبًا. تصل سرعة الكتلة أعلى مقدار لها عن تعديتها نقطة التوازن، وتستمر في حركتها إلى الناحية الأخرى من الرقاص وتتباطأ سرعتها رويدًا رويدًا (تسارع سالب) حتى تصل إلى أعلى نقطة على قوس حركتها فتصبح سرعتها صفرًا. ونظرًا لارتفاع موضعها عن ارتفاع نقطة التوازن فهي ترتد في اتجاهه وتتزايد سرعتها من جديد (تسارع موجب) حتى تصل إلى نقطة التوازن فتصل سرعتها إلى أعلى قيمة، وتعبر الكتلة نقطة التوازن على الناحية الأخرى وتبدأ سرعتها في التباطؤ (تسارع سالب) وهكذا.
نلاحظ أن القوة F كمية متجهة. وكذلك يصبح «التسارع» كمية متجهة، أما الكتلة فهي كمية غير متجهة. فيكون من الأصح كتابة معادلة القوة في صيغتها المتجهة كالآتي:
{\displaystyle {\vec {F}}=m.{\vec {a}}} 
عند تمثيل منحنى (السرعة المتجهة-الزمن) يكون ميله يساوي التسارع.
ومن أنواع التسارع: التسارع اللحظي وهو السرعة المتجهة خلال فترة زمنية صغيرة جدًا أو ميل مماس السرعة المتجهة مع الزمن.
التسارع المنتظم: تتغير فيه السرعة بمعدل منتظم بتغير الزمن ، حيث يقوم الجسم بزيادة سرعته في فترات متساوية من الزمن.
مثال:
تقوم السيارة بزيادة سرعتها مترين كل ثانية، في أول ثانية تكون سرعتها صفر ثم في الثانية التي بعده تكون سرعتها 2 m/s، ثم في الثنية الثالثة تكون سرعتها 4 m/s، وبعدها تكون سرعتها 6 m/s و هكذا. يكون هنا التسارع بمعدل {\displaystyle m/s^{2}} 2
التسارع المتوسط: التغير في السرعة خلال فترة زمنية محددة مقسومًا عليها أو ميل منحنى (السرعة المتجهة-الزمن)

## حالات خاصة

### تسارع موحد
التسارع المنتظم أو الثابت هو نوع من الحركة تتغير فيه سرعة جسم ما بمقدار متساوٍ في كل فترة زمنية متساوية.
من الأمثلة التي يتم الاستشهاد بها بشكل متكرر على التسارع المنتظم مثال سقوط جسم حر في مجال جاذبية منتظم. إن تسارع سقوط الجسم في حالة عدم وجود مقاومة للحركة يعتمد فقط على قوة مجال الجاذبية g(وتسمى أيضًا التسارع بسبب الجاذبية). بواسطة قانون نيوتن الثاني القوة{\displaystyle \mathbf {F_{g}} } التي تؤثر على جسم ما :
{\displaystyle \mathbf {F_{g}} =m\mathbf {g} }

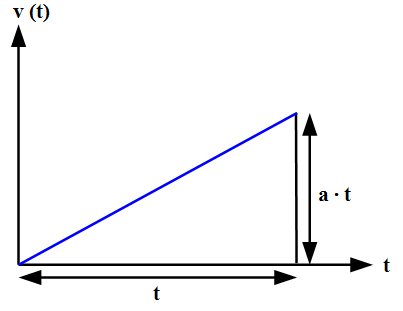
حساب فرق السرعة لتسارع منتظم

بسبب الخصائص التحليلية البسيطة لحالة التسارع الثابت ، توجد صيغ بسيطة تتعلق بالإزاحة والسرعات الأولية والمعتمدة على الوقت والتسارع بالوقت المنقضي:
{\displaystyle \mathbf {s} (t)=\mathbf {s} _{0}+\mathbf {v} _{0}t+{\tfrac {1}{2}}\mathbf {a} t^{2}=\mathbf {s} _{0}+{\frac {\mathbf {v} _{0}+\mathbf {v} (t)}{2}}t}
{\displaystyle \mathbf {v} (t)=\mathbf {v} _{0}+\mathbf {a} t}
{\displaystyle {v^{2}}(t)={v_{0}}^{2}+2\mathbf {a\cdot } [\mathbf {s} (t)-\mathbf {s} _{0}]}
حيث
- {\displaystyle t} هو الوقت المنقضي .
- {\displaystyle \mathbf {s} _{0}} هو الإزاحة الأولية من الأصل .
- {\displaystyle \mathbf {s} (t)} هو الإزاحة من الأصل في وقت {\displaystyle t} .
- {\displaystyle \mathbf {v} _{0}} هي العجلة الابتدائية ز
- {\displaystyle \mathbf {v} (t)} هي العجلة عند الزمن {\displaystyle t}
- {\displaystyle \mathbf {a} } هو معدل التسارع الموحد .

على وجه الخصوص ، يمكن حل الحركة إلى جزأين متعامدين ، أحدهما ذو سرعة ثابتة والآخر وفقًا للمعادلات أعلاه. كما أوضح جاليليو ، النتيجة النهائية هي الحركة المكافئة ، والتي تصف ، e. ز ، مسار قذيفة في فراغ بالقرب من سطح الأرض.

## التسارع في الأفلاك

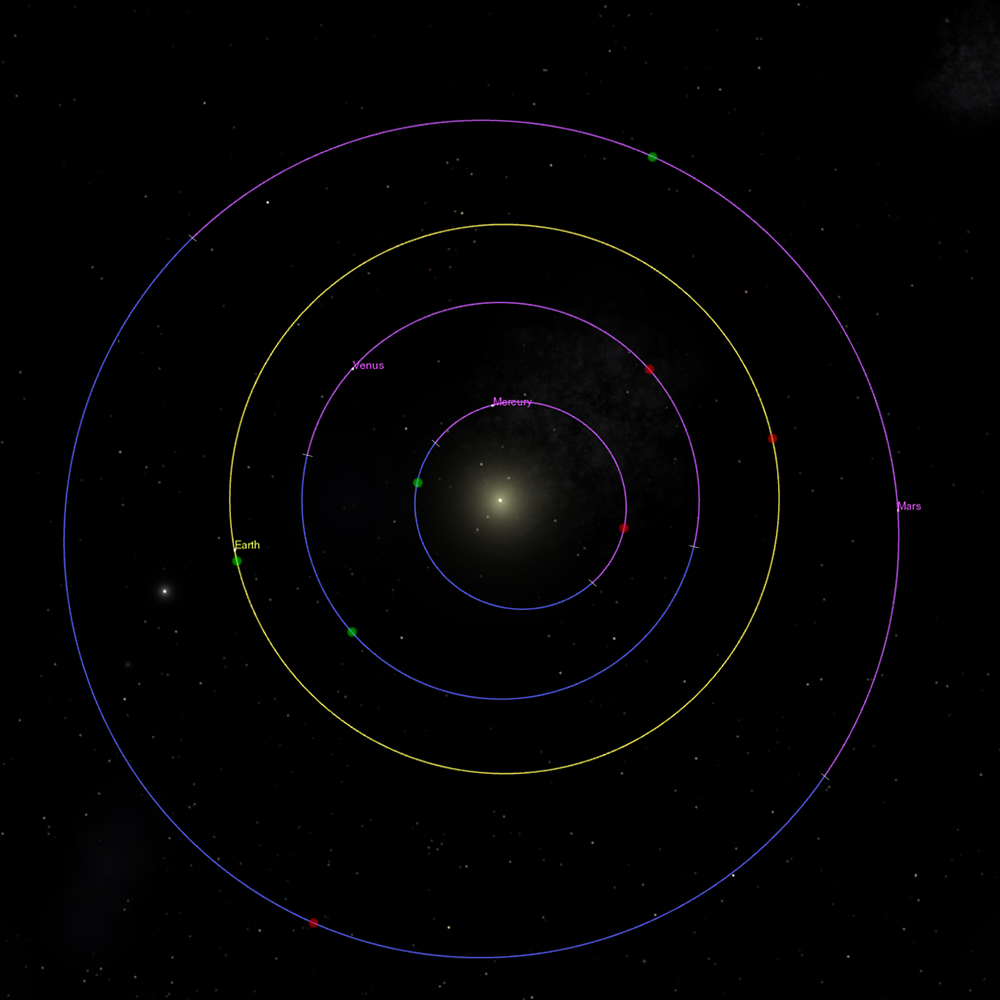
حركة الكواكب في أفلاكها تكون مصحوبة بتسارع، بسبب "تغير اتجاه" الحركة مع الزمن.

رأينا أن التسارع يحدث عند تغير سرعة جسم «متحرك في خط مستقيم» بالنسبة للزمن، ويحدث التسارع أيضا عند «تغير إتجاه السرعة» مع الزمن، من أمثلة ذلك الدفع الذي نعانيه عندما يغير الترام إتجاه مساره في المنحنيات، هنا يتغير «إتجاه السرعة»وليس السرعة نفسها، وفي حركة الكواكب التي تدور في مدارات حول الشمس فهي تعاني تسارع طوال الوقت بتغير إتجاه حركتها في كل ثانية وكل دقيقة وهي تدور حول الشمس، فسرعتها في المدار ثابتة وتدور الأرض حول الشمس دورة واحدة كل 365.2 يوم، ولكنها تعاني التسارع لتغير «إتجاه» سرعتها المستمر، لهذا من الأصح أن نرمز للسرعة بمتجه السرعة ونرمز له بالرمز {\displaystyle {\vec {a}}}:
والآن سوف نستنبط التسارع في صيغته العامة أي في «حالة حركة الجسم في خط مستقيم» أو في «حالة الدوران في فلك».
طبقًا للتعريف التسارع هو تغير السرعة {\displaystyle \mathrm {d} {\vec {v}}} مع تغير الزمن {\displaystyle \mathrm {d} t}.
أي أن التسارع هو المشتقة التفاضلية للسرعة مع الزمن.
{\displaystyle {\vec {a}}(t)={\frac {\mathrm {d} {\vec {v}}(t)}{\mathrm {d} t}}={\dot {\vec {v}}}(t)}
ونظرًا لأن السرعة هي المشتقة التفاضلية للمسافة مع الزمن (تغير المسافة مع الزمن) فيمكن حساب التسارع باشتقاق المشتقة التفاضلية الثانية «لمتجه المسافة» {\displaystyle {\vec {r}}}.
{\displaystyle {\vec {a}}(t)={\frac {\mathrm {d} ^{2}{\vec {r}}(t)}{\mathrm {d} t^{2}}}={\ddot {\vec {r}}}(t)}
ويمكن حساب «متوسط التسارع» بطرح السرعتين 
{\displaystyle \Delta v=v(t_{2})-v(t_{1})} المقاستين عند نقطتين زمنيتن مختلفتين {\displaystyle t_{1}} و{\displaystyle t_{2}} وقسمته على الفرق بين الزمنين
{\displaystyle \Delta t=t_{2}-t_{1}} ، فنحصل على:
{\displaystyle {\vec {a}}={\frac {\Delta {\vec {v}}}{\Delta t}}}
يمكن اعتبار متجه السرعة بأنه حاصل ضرب قيمة السرعة {\displaystyle v} في وحدة المتجه {\displaystyle {\hat {t}}}:
{\displaystyle {\vec {v}}=v\,{\hat {t}}}
وتعطي المشتقة التفاضلية لهذه المعادلة بالنسبة إلى الزمن «التسارع». مشتقة تخص تغير المسافة {\displaystyle s} على المنحنى (مماس الفلك):
{\displaystyle {\vec {a}}={\frac {\mathrm {d} {\vec {v}}}{\mathrm {d} t}}={\frac {\mathrm {d} (v{\hat {t}})}{\mathrm {d} t}}=\left({\frac {\mathrm {d} v}{\mathrm {d} t}}\right){\hat {t}}+v\left({\frac {\mathrm {d} {\hat {t}}}{\mathrm {d} t}}\right)}    mit    {\displaystyle {\frac {\mathrm {d} {\hat {t}}}{\mathrm {d} t}}=\underbrace {\frac {\mathrm {d} {\hat {t}}}{\mathrm {d} s}} _{{\hat {n}}/\rho }\underbrace {\frac {\mathrm {d} s}{\mathrm {d} t}} _{v}={\frac {v}{\rho }}{\hat {n}}}
{\displaystyle {\vec {a}}=a_{t}{\hat {t}}+a_{n}{\hat {n}}={\dot {v}}{\hat {t}}+{\frac {v^{2}}{\rho }}{\hat {n}}}
وفيها يعني {\displaystyle \rho } نصف قطر انحناء الفلك و{\displaystyle {\hat {n}}} هو وحدة المتجه عموديًا على مماس الفلك، أي المتجه إلى المركز.
يمكن تقسيم التسارع {\displaystyle {\vec {a}}} إلى تسارع في أتجاه الحركة «تسارع في اتجاه المماس»،:{\displaystyle a_{t}={\dot {v}}}
و "تسارع عمودي عليه في اتجاه المركز:
{\displaystyle a_{n}={\frac {v^{2}}{\rho }}}
وهنا نلاحظ أن {\displaystyle a_{t}={\dot {v}}} لها الوحدة متر/ثانية/ثانية، أي أنها وحدة تسارع. وبالمثل نجد أن:{\displaystyle a_{n}={\frac {v^{2}}{\rho }}} أيضا لها الوحدة متر/ثانية/ثانية أي أنها هي الآخرى تعبر عن تسارع.
وتذكرنا تلك الحركة بحركة المقلاع، وهي الفكرة وراء جهاز الطرد المركزي.

## مثال السقوط الحر
من الأمثلة على التسارع، تسارع سقوط الأجسام تحت تأثير الجاذبية. فعلى الأرض مثلا، إذا تركت جسما ليسقط بشكل حر من ارتفاع ما، فإن سرعته لحظة تركك له تساوي صفرا، ولكنه يصل إلى الأرض بسرعة تزيد على الصفر. فكلما ازداد الزمن الذي يمر أثناء سقوط الجسم، فإن سرعته تزداد، وذلك بإهمال مقاومة الهواء. وتم قياس تسارع الجاذبية الأرضية فوجد أنه يساوي 9.8 م/ث2، أي أن كل ثانية تمر، تزداد سرعة الجسم الساقط بمقدار 9.8 م/ثانية وتسمى عجلة السقوط الحر. يرمز لتسارع السقوط الحر بالرمز 1 «جي» (1 g).

## أمثلة أخرى للتسارع
1. يرمز للتسارع أثناء السقوط الحر على الأرض مع إهمال مقاومة الهواء بالرمز g ، وهي تساوي 9.81 م/ث2. أي أن جسماً ساقطاً حراً تصل سرعته إلي 100 كيلومتر في الساعة بعد مرور 2.83 ثانية أثناء سقوطه.
2. عند قيادة الدراجة قد نبدأ التسارع بـ 1 متر/ث2 أما الرياضيون فيسرعونها بتسريع يبلغ 2 متر/ثانية/ثانية.
3. تسرع السيارة المتوسطة بتسارع 5 م/ث2، أما السيارات الكبيرة فتسرّع 6 م/ث2.
4. عند كبح السيارة ينشأ تسارع سالب قد يصل 10 متر/ثانية/ثانية.
5. تسرع سيارة السباق بعجلة +6 g عند القيام وتكبح بعجلة −6 g.
6. تسرع الطائرة بوينغ 747 بعجلة مقدارها 1.6 م/ث2.
7. يبدأ العداء في السباق بعجلة 4 م/ث2.
8. يقذف رامي الجلة الجلة بعجلة تصل إلى 10 م/ث2.
9. عند إقلاع صاروخ يتعرض رائد الفضاء إلى عجلة مقدارها 7 g (أنظر القوة g)، كما يتعرض لكبح (عجلة سالبة) مقدارها -9 g عند العودة ودخوله الغلاف الجوي للأرض.
10. يُعجل الإلكترون في معجل جسيمات (في مجال كهربائي قدره5,87 فولت بين لوحين على بعد 5 سنتيمتر بعجلة قدرها 2 مليار g).

## العلاقة بالنسبية

### النسبية الخاصة
تصف النظرية النسبية الخاصة سلوك الأجسام التي تنتقل بالنسبة للأجسام الأخرى بسرعات تقترب من سرعة الضوء في الفراغ. تم الكشف عن الميكانيكا النيوتونية على أنها تقريبية للواقع ، صالحة لدقة كبيرة عند السرعات المنخفضة. مع زيادة السرعات ذات الصلة باتجاه سرعة الضوء ، لم يعد التسارع يتبع المعادلات الكلاسيكية.
مع اقتراب السرعات من سرعة الضوء ، يتناقص التسارع الناتج عن قوة معينة ، ويصبح صغيرًا جدًا مع اقتراب سرعة الضوء ؛ يمكن لجسم ذي كتلة أن يقترب من هذه السرعة مقاربًا ، لكن لا يصل إليها أبدًا.

### النسبية العامة
ما لم تكن حالة حركة الجسم معروفة ، فمن المستحيل التمييز بين القوة المرصودة بسبب الجاذبية أو التسارع - للجاذبية والتسارع بالقصور الذاتي تأثيرات متطابقة. أطلق ألبرت أينشتاين على هذا مبدأ التكافؤ ، وقال إن المراقبين الذين لا يشعرون بأي قوة على الإطلاق - بما في ذلك قوة الجاذبية - لهم ما يبرر استنتاجهم بأنهم لا يتسارعون.

## التحويلات
| Base value      | (Gal, or cm/s2) | (ft/s2)   | (m/s2)   | (جاذبية معيارية, g0) |
| --------------- | --------------- | --------- | -------- | -------------------- |
| 1 Gal, or cm/s2 | 1               | 0.0328084 | 0.01     | 0.00101972           |
| 1 ft/s2         | 30.4800         | 1         | 0.304800 | 0.0310810            |
| 1 m/s2          | 100             | 3.28084   | 1        | 0.101972             |
| 1 g0            | 980.665         | 32.1740   | 9.80665  | 1                    |

- التحويلات المختلفة (المتر/ثانية^2) و (القدم/ثانية^2) و (الجاليلو أو السنتيمتر /ثانية^2)

## اقرأ أيضا
- متجهة
- القوة g
- دلتا v (علوم الفضاء)
- رقاص
- طائرة مقاتلة
- مقعد قذفي
- حركة توافقية بسيطة
- 0 إلى 60 ميل في الساعة
- معدل تغير التسارع